# Litsea auriculata
Litsea auriculata là loài thực vật có hoa trong họ Nguyệt quế. Loài này được S.S. Chien & W.C. Cheng miêu tả khoa học đầu tiên năm 1931.